# Catarina Martins

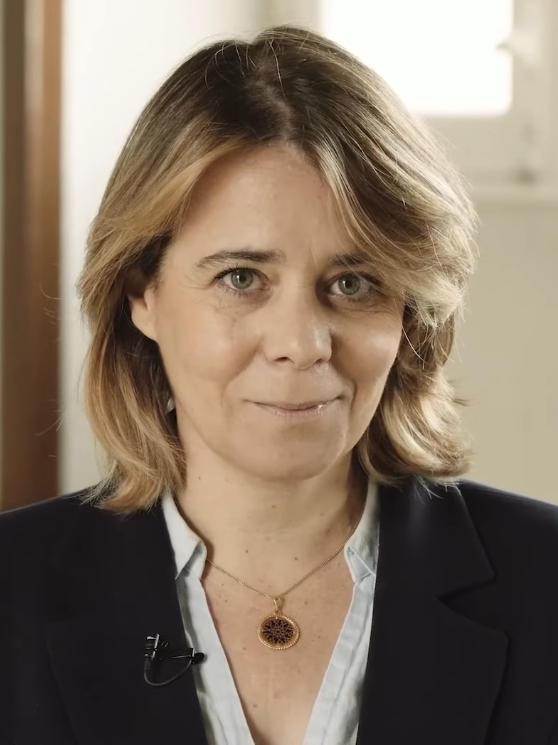
Catarina Martins (2022)

Catarina Soares Martins (* 7. September 1973 in Porto) ist eine portugiesische Schauspielerin und Politikerin des Bloco de Esquerda, dessen Vorstandsvorsitzende sie zusammen mit João Semedo 2012 wurde, und dessen Vorstandssprecherin sie seit einer Umstrukturierung im Jahre 2014 ist.
Martins war bei verschiedenen Theatern aktiv,  ehe sie bei der portugiesischen Parlamentswahl 2009 zum ersten Mal für den Bloco de Esquerda in das portugiesische Parlament, die Assembleia da República einzog. Bei den Wahlen im Jahr 2011 konnte sie erneut für den Distrikt Porto ein Mandat gewinnen.
Am 11. November 2012 wurde Martins, gemeinsam mit João Semedo zur Vorsitzenden des Bloco de Esquerda und somit zur Nachfolgerin von Francisco Louçã gewählt. Ab 2014 führte sie die Partei alleine. Bei den Parlamentswahl in Portugal 2015 erzielte der Bloco mit 10,2 Prozent das beste Wahlergebnis seit seiner Gründung 1999, entscheidend war das der Vorsitzenden Martins und ihrer Fraktionskollegin Mariana Mortágua zu verdanken. Das Mitte-rechts-Bündnis Portugal à Frente war bei dieser Wahl trotz erheblicher Verluste stärkste Kraft geblieben, verfügte aber nicht mehr über die absolute Mehrheit. 
Da keine der linken Parteien mit der bisherigen Regierungspartei PSD zusammenarbeiten wollte, stürzte die Opposition aus Sozialistischer Partei, Bloco de Esquerda sowie Coligação Democrática Unitária (Kommunisten und Grüne) in einem Misstrauensvotum die Minderheitsregierung von Pedro Passos Coelho. Anschließend unterzeichnete Martins ein Tolerierungsabkommen mit der Sozialistischen Partei. Danach duldete der Bloco de Esquerda ebenso wie das Bündnis der Kommunisten und Grünen die Minderheitsregierung der Sozialisten unter António Costa. 
Der Bloco de Escuerda verließ 2018 gemeinsam mit Podemos aus Spanien und La France Insoumise aus Frankreich die Europäische Linkspartei. Stattdessen verkündeten die drei Parteivorsitzenden Pablo Iglesias, Catarina Martins und Jean-Luc Mélenchon einen Aufruf zur Gründung der neuen Allianz Now the People („Jetzt das Volk“). 
Bei der portugiesischen Parlamentswahl 2019 ging der Stimmenanteil des Bloco de Esquerda leicht zurück, er stellte aber weiterhin 19 der 230 Sitze im portugiesischen Parlament. Bei der Parlamentswahl im Januar 2022 stürzte der Bloco de Esquerda auf 4,4 Prozent der Stimmen und nur noch fünf Parlamentssitze ab. Am 28. Mai 2023 wurde Martins als Parteichefin von Mariana Mortágua abgelöst. Im September 2023 legte sie auch ihr Abgeordnetenmandat in der Assembleia da República nieder.
Bei der Europawahl 2024 kandidierte Martins als Spitzenkandidatin ihrer Partei. Der Bloco de Esquerda stürzte bei dieser Wahl von 9,8 auf nur noch 4,3 Prozent der Stimmen und Martins zog als einzige Abgeordnete ihrer Partei ins Europäische Parlament ein. Dort ist sie Vorstandsmitglied der Fraktion Die Linke (GUE/NGL), Mitglied im Ausschuss für Umwelt, Klima und Lebensmittelsicherheit sowie im Unterausschuss für öffentliche Gesundheit. Außerdem ist sie stellvertretende Vorsitzende der Delegation in der Parlamentarischen Versammlung Karibik-EU sowie der Delegation in der Paritätischen Parlamentarischen Versammlung OAKPS-EU.
Nachdem weitere linke Parteien, u. a. aus Dänemark und Finnland, ebenfalls die Europäische Linkspartei verlassen hatten, gründeten diese nach der Europawahl 2024 zusammen mit den bisherigen Mitgliedsparteien von „Now the People“ eine neue europäische politische Partei namens Allianz der Europäischen Linken für die Menschen und den Planeten. Diese wählte im September 2024 Catarina Martins neben Malin Björk zu Ko-Vorsitzenden.